# کیرا مالینوفسکی
کیرا مالینوفسکی (انگلیسی: Kyra Malinowski؛ زادهٔ ۲۰ ژانویهٔ ۱۹۹۳) بازیکن فوتبال اهل آلمان است.
از باشگاه‌هایی که در آن بازی کرده‌است می‌توان به باشگاه فوتبال اس‌جی‌اس اسن اشاره کرد.